# Zsebeháza
Zsebeháza is een plaats (község) en gemeente in het Hongaarse comitaat Győr-Moson-Sopron. Zsebeháza telt 152 inwoners (2001).